# Pistol-mitralieră
Pistolul-mitralieră (PM) este o carabină automată cu o greutate mică, destinat să folosească cartușe de pistol pentru a executa foc automat la distanță relativ scurtă (cel mult 150 m). Acest tip de armă combină focul automat al unei mitraliere cu cartușele mai mici și mai ușoare folosite la pistoale.
Pistolul-mitralieră a fost inventat în Primul Război Mondial, dar perioada de vârf a fost în cel de-al Doilea Război Mondial, când s-au fabricat milioane de astfel de arme. 
Încărcarea cartușelor se face din încărcător. Masa mică a gloanțelor și reculul scăzut al armei face posibilă ca pistoalele-mitralieră să poată fi utilizate atât sprijinite de umăr, cât și de la șold. 
Datorită dezavantajului puterii de penetrare, a bătăii mai slabe, și din cauza faptului că trupele din poliție și armată sunt dotate cu veste antiglonț, impenetrabile pentru gloanțe de pistol, în dotarea armatelor pistoalele-mitralieră au fost înlocuite cu puști de asalt de mărime mai mică (carabine).
Pistoalele-mitralieră se bucură de o largă apreciere în unitățile antiteroriste, care de regulă se luptă cu adversari neprotejați de veste antiglonț în spații înguste, reculul mai mic, controlul mai bun al armei și în mod automat minimalizarea riscului de penetrare completă (și prin aceasta punerea vieții civililior în pericol) oferind un beneficiu maxim.

## Pistoale-mitralieră moderne

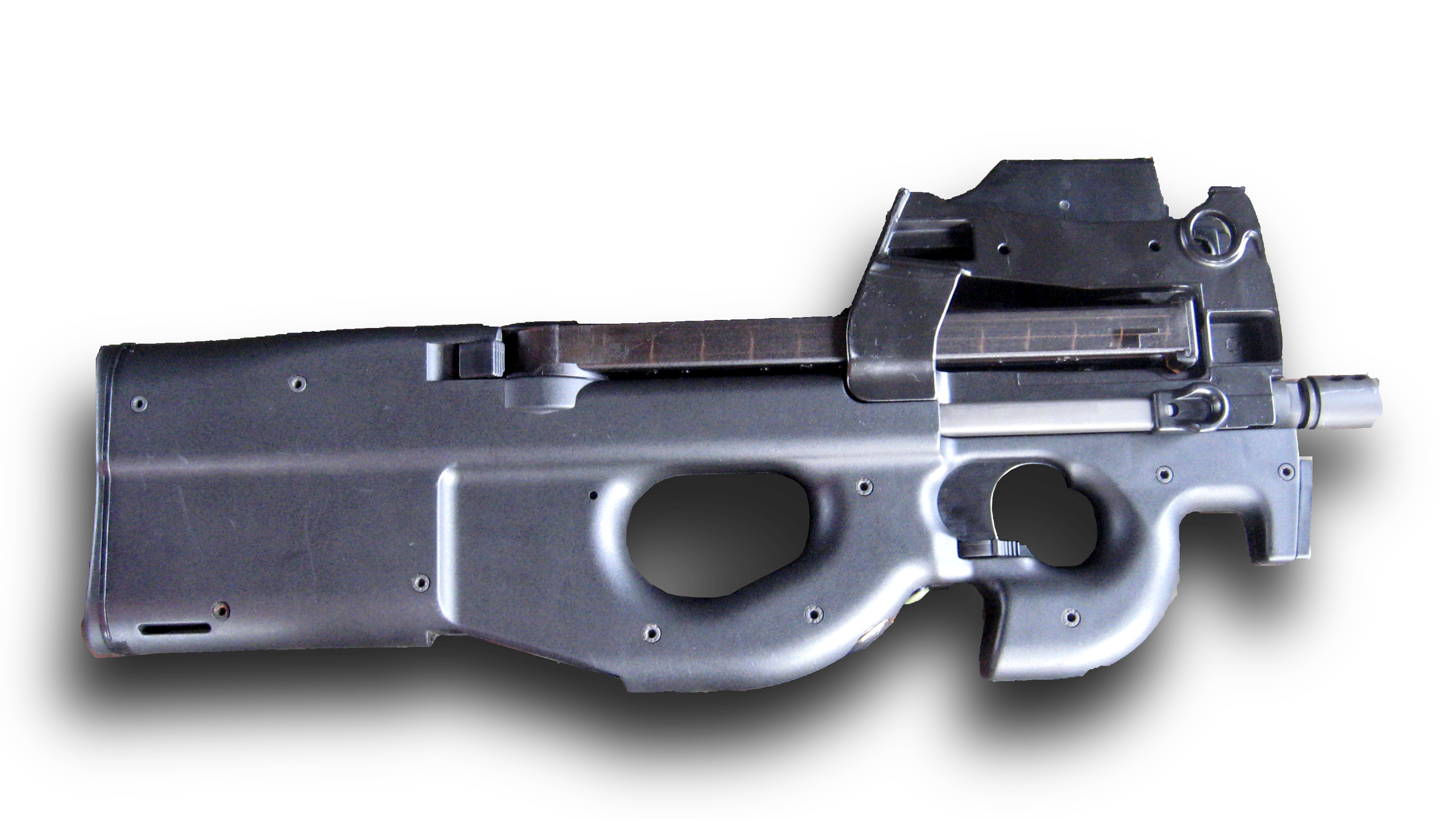
FN-P90 belgian
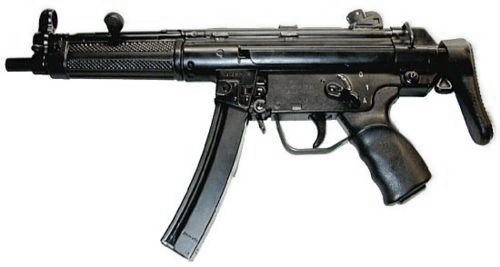
Heckler & Koch MP5 german
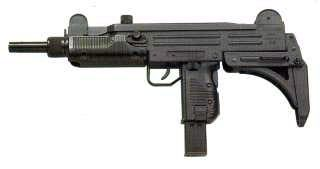
Uzi israelian
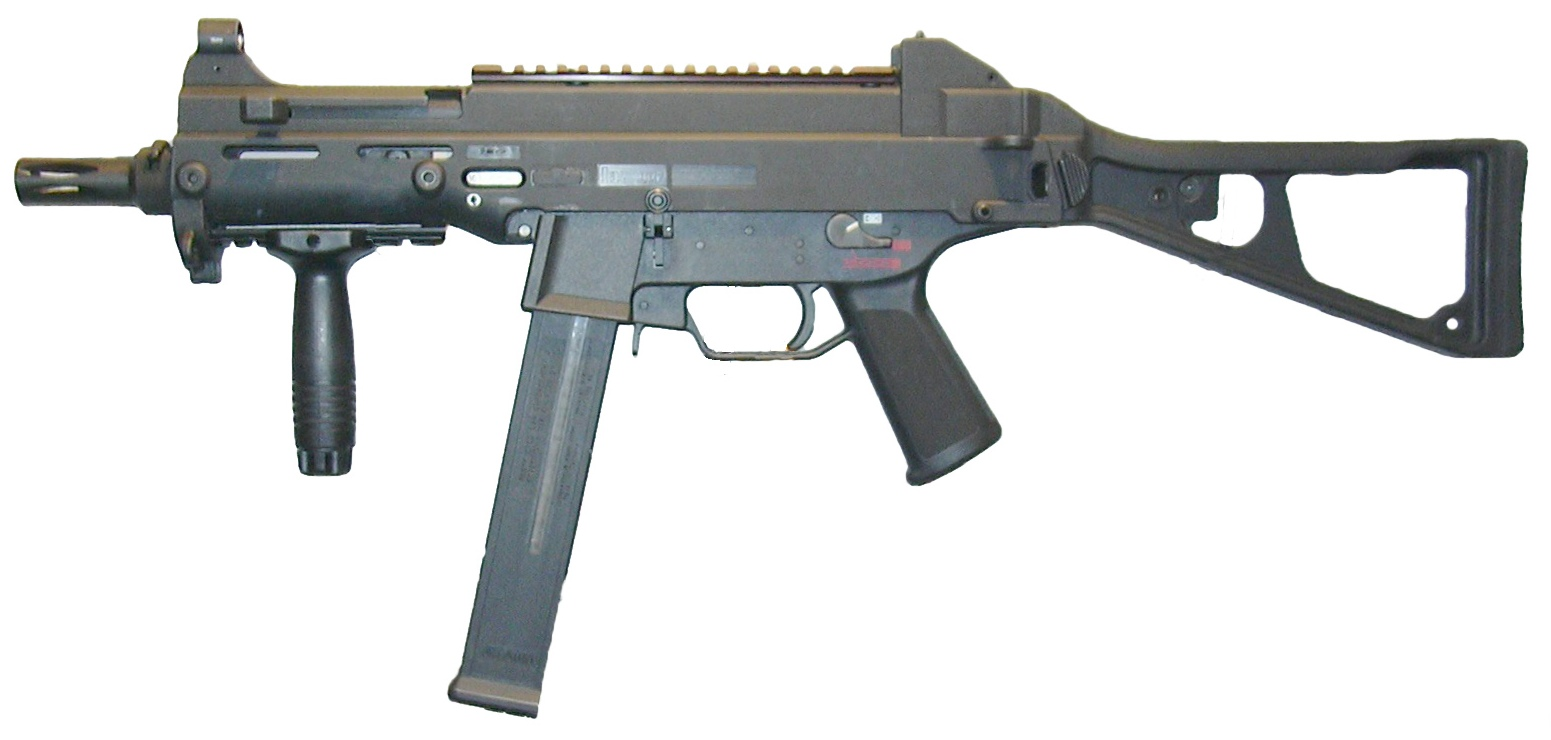
Heckler & Koch UMP german
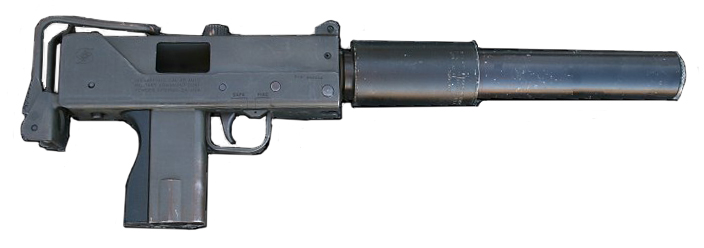
Ingram MAC-10 american
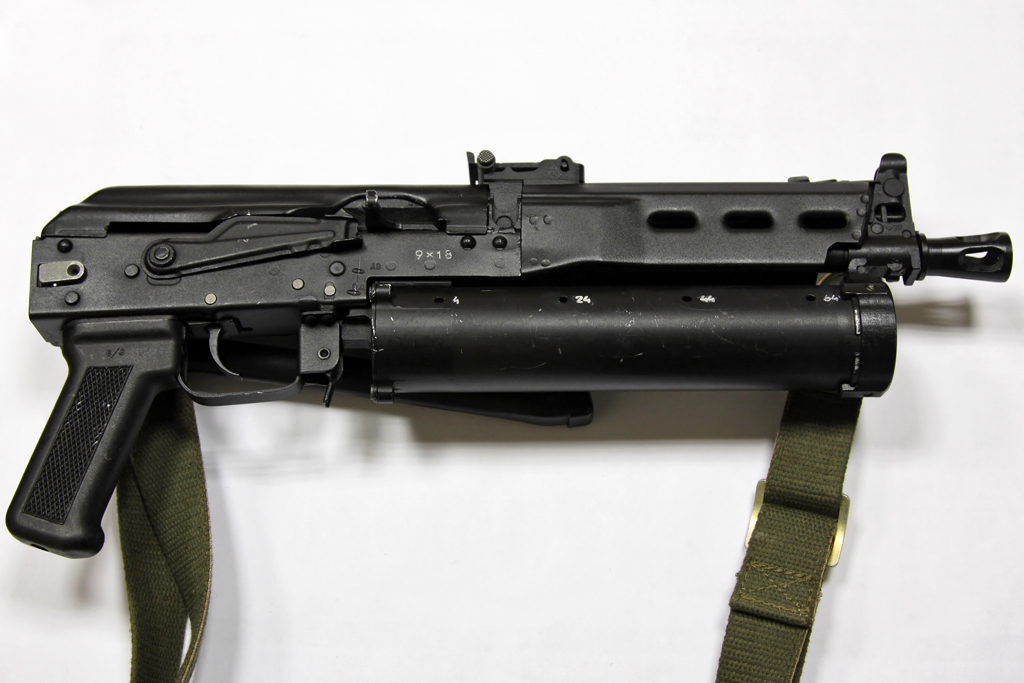
PP-19 Bizon rusesc
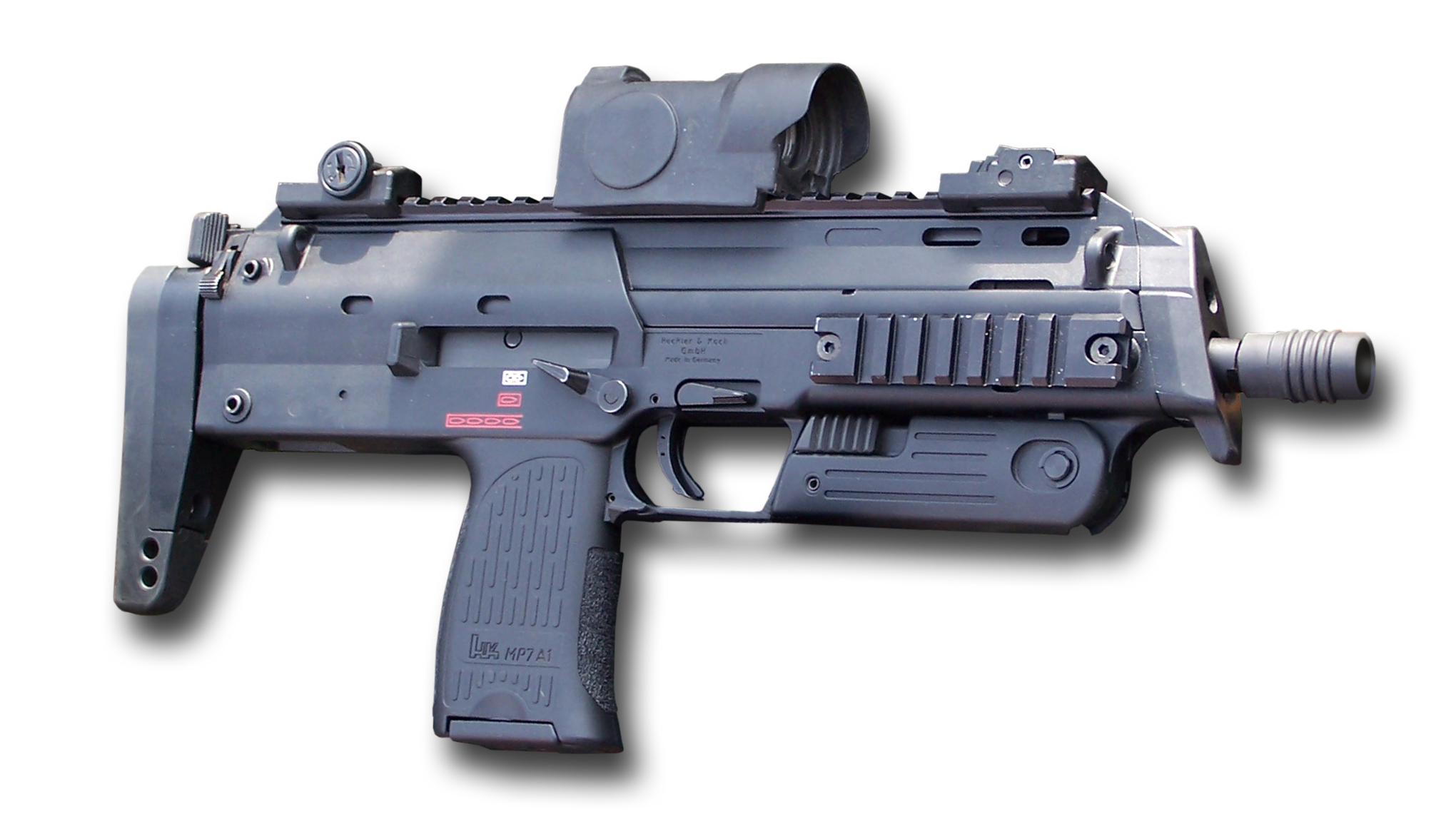
Heckler & Koch MP7 german
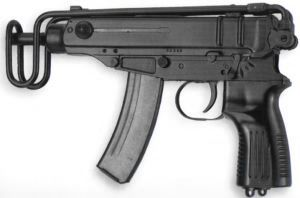
Skorpion vz. 61 cehoslovac
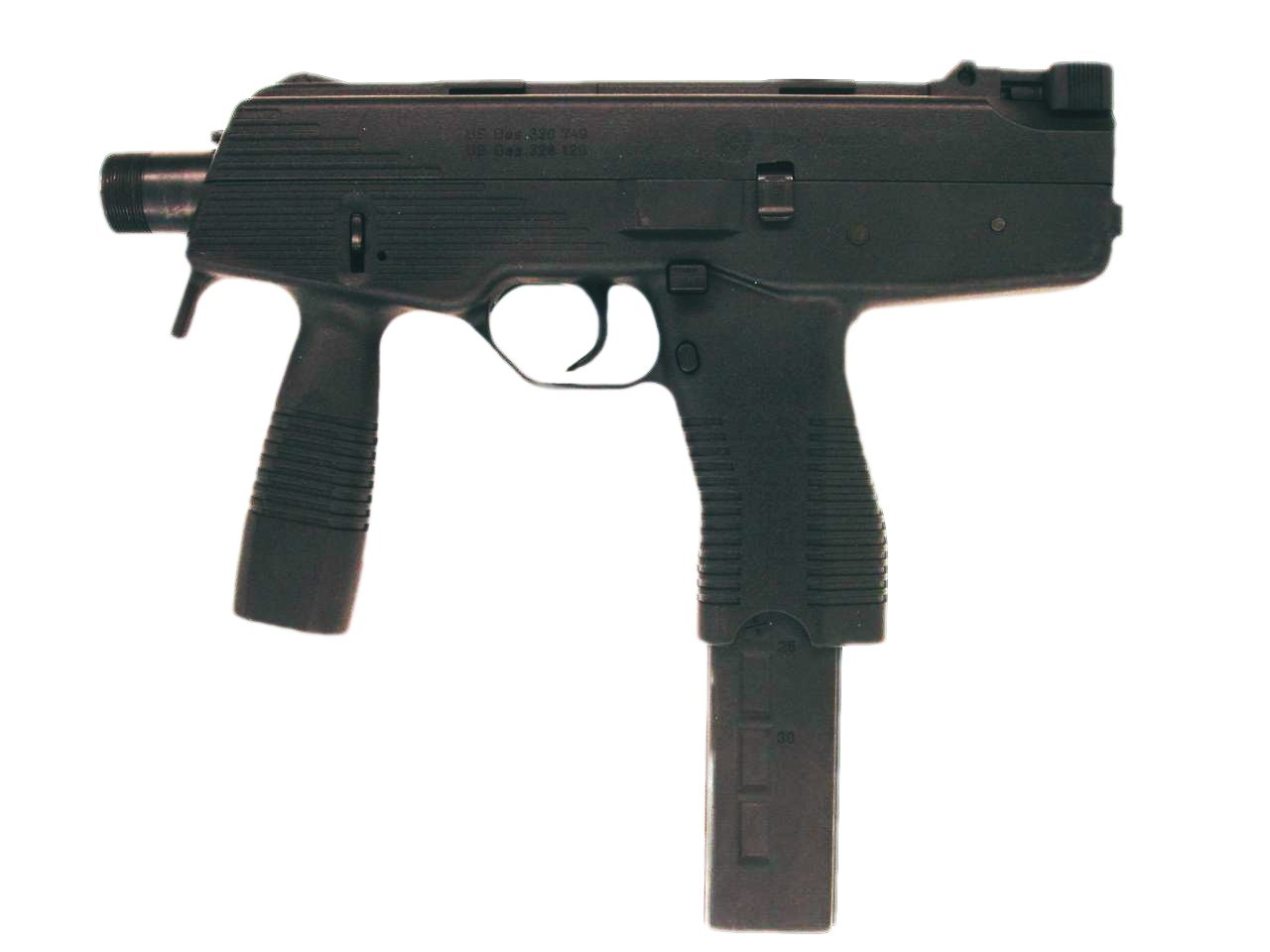
Steyr TMP austriac
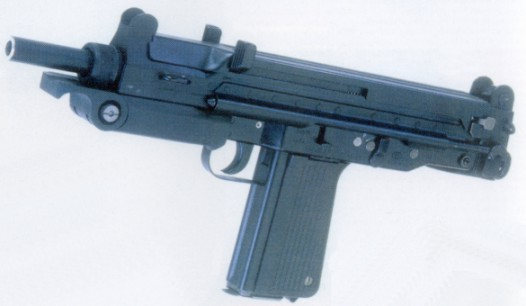
Glauberyt PM-84 polonez
Walther MP german
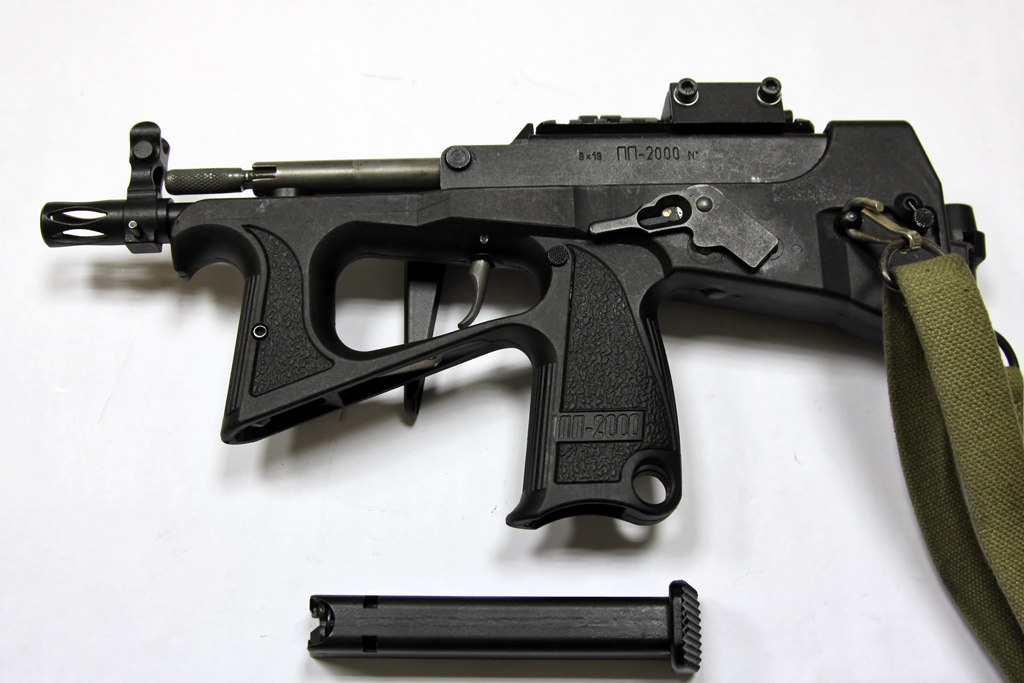
PP-2000 rusesc